# Eric Persing
Eric Persing (22 juli 1963) is een Amerikaanse klankontwerper, muzikant en muziekproducent uit Los Angeles.
Persing richtte zijn bedrijf Spectrasonics op in 1994 waar hij creatief directeur is. Dit bedrijf maakt muzieksoftware en virtuele instrumenten, waarvan het bekendste voorbeeld Omnisphere is.
In 2011 kreeg Persing en zijn team de TEC Awards-prijs in de categorie "Beste muzieksoftware" voor Omnisphere versie 1.5.
Voordat Eric Persing zijn eigen bedrijf startte werkte hij van 1984 tot 2004 voor Roland als senior klankontwerper. Hier ontwierp hij de klanken en demo's van veel invloedrijke synthesizers, zoals de Roland D-50, JD-800, en de JX-, JV-, JP- en XV-serie synthesizers. Zijn klanken zijn vandaag de dag nog in vele muziekproducties te horen.
Belangrijke invloeden voor Persing zijn de artiesten Vangelis, Kraftwerk, Jan Hammer, Yes, Genesis en Thomas Dolby.

## Bekende synthesizers
Persing heeft klanken ontworpen voor onder andere de volgende synthesizers:
- Roland JX-3P
- Roland JX-8P
- Roland D-50
- Roland S-serie samplers
- Roland JD-800
- Roland JV-serie
- Roland XP-30
- Roland XP-80
- Roland JP-8000

## Soloalbums
- Roland: A Sound Approach (1988)
- Offertory (2014)
- EP-PE One (2018)